# Micrarchaeota

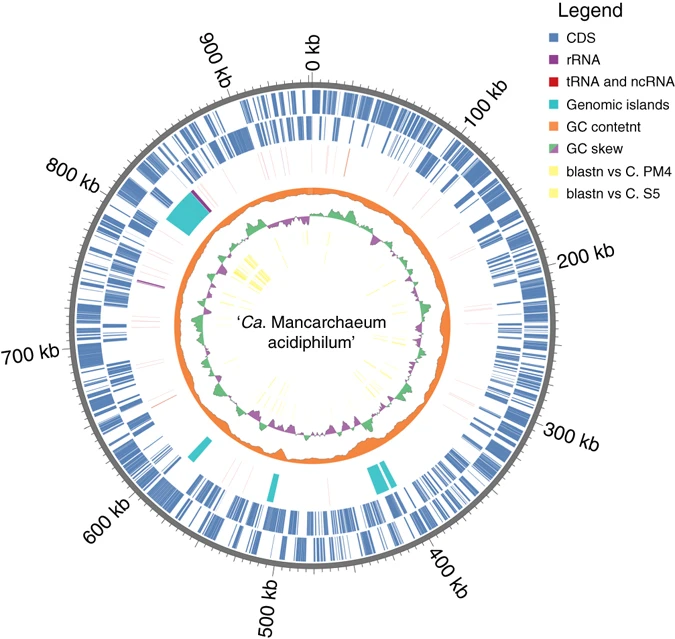
Mapa del genoma de Ca. Mancarchaeum acidiphilum (Micrarchaeales)

Micrarchaeota es un filo candidato del dominio Archaea recientemente propuesto. Aunque hasta el momento no ha sido posible su cultivo, mediante análisis genéticos se ha determinado que difieren de otras arqueas. El género candidato Micrarchaeum se ha identificado en ambientes ácidos de las aguas residuales de una mina en EE. UU. y fue originalmente denominado ARMAN-2. Estos organismos son muy pequeños, con células de un tamaño de 400-500 nm y genomas de aproximadamente 1000 genes. Son simbiontes obligados de los termoplasmatos. Una arquea de tamaño similar que ha sido encontrada en los mismos ambientes ácidos es Candidatus Parvarchaeum, del orden Parvarchaeales (ARMAN-4). Micrarchaeota forma parte del reino Nanobdellati.